# Jesus Não Tem Dentes no País dos Banguelas
Jesus Não Tem Dentes no País dos Banguelas é o quarto álbum de estúdio da banda brasileira de rock Titãs, lançado em 23 de outubro de 1987 pela gravadora WEA, sendo o segundo de três trabalhos sequentes da banda produzidos por Liminha. Abordou o uso de experimentações com música eletrônica já apresentadas na canção que fecha seu disco anterior Cabeça Dinossauro, "O Que".
As sessões de gravação aconteceram no estúdio Nas Nuvens, no Rio de Janeiro, entre os meses de agosto e outubro. Embora com influências do funk rock, o disco não perdeu seu cunho crítico, tratando apenas de questões diferentes das abordadas por seu antecessor.
Com divulgação no festival Hollywood Rock do ano seguinte, a popularidade da banda aumentou consideravelmente. Canções como "Lugar Nenhum", "Nome aos Bois", e principalmente "Comida", que serviu como um lema para o movimento estudantil, alcançaram notoriedade junto ao público. O disco foi um sucesso de audiência e crítica na época, e é considerado um dos melhores e mais importantes trabalhos dos Titãs, sendo certificado com disco de platina duplo pela Associação Brasileira de Produtores de Discos em 1994. Em 2011, a obra foi relançada e disponibilizada para download digital no ano seguinte.

## Antecedentes e produção
O último disco lançado pela banda havia sido Cabeça Dinossauro, um sucesso comercial e de público, considerado um marco do rock brasileiro. Ainda em meio ao sucesso do álbum anterior, "Lugar Nenhum", que integraria Jesus não Tem Dentes no País dos Banguelas, foi lançado nas rádios em outubro de 1987.
Os Titãs já tinham as músicas do disco prontas, porém aguardavam a volta do produtor Liminha, que estava em Londres trabalhando com a banda Sigue Sigue Sputnik, para começarem os trabalhos em estúdio em 20 de agosto. Apesar disso, o vocalista e tecladista Sérgio Britto diz que Jesus marca um ponto de integração muito maior com o produtor, pois no álbum anterior a banda já chegou no estúdio com o disco "praticamente pronto".
Ao retornar, ele trouxe na bagagem um vasto material musical e pediu ao grupo três dias dedicados apenas a consumi-lo. O acervo incluía Control, de Janet Jackson, e discos de Robert Palmer, The Power Station, Joe Jackson e dub jamaicano.
As gravações do disco começaram em meio a turnê de seu predecessor, ocorrendo no estúdio Nas Nuvens. Em 24 de outubro, sua mixagem havia sido concluída e o projeto foi enviado imediatamente para o corte no estúdio Town House, em Londres.

## Lançamento e divulgação
As fotos de divulgação do disco foram registradas no Cemitério da Consolação, em São Paulo. Uma delas, com os membros em cima de uma lápide, foi usada em uma capa da Folha de S.Paulo. O então prefeito de São Paulo, Jânio Quadros, não gostou do fato da banda ter tirado esse tipo de foto e demitiu o administrador do cemitério.
O lançamento do disco ocorreu em 23 de novembro de 1987. No entanto, apenas no ano seguinte, na primeira edição do festival Hollywood Rock, a banda apresentou o álbum ao público. Os Titãs tocaram as faixas de Jesus não Tem Dentes no País dos Banguelas na Praça da Apoteose, em 6 de janeiro, e no Estadio do Morumbi em 13 de janeiro. A apresentação de lançamento do disco foi considerada pelo Jornal do Brasil como a melhor do evento, enquanto a Folha de S.Paulo considerou-o um "marco para o rock brasileiro". Nessa época, a popularidade dos Titãs aumentaram exponencialmente. Foi classificada como uma "titãmania" pela revista IstoÉ a fase vivida pela banda, que fazia mais shows do que os integrantes desejavam, segundo o vocalista Arnaldo Antunes. Em 19 de fevereiro de 1988, o grupo fez um show de lançamento oficial do seu quarto LP, no Projeto SP, dando início a uma turnê nacional para divulgar Jesus não Tem Dentes no País dos Banguelas.

## Estilo e temas
"No Cabeça Dinossauro, vocês demoliram com os cinco pilares da ordem social, a polícia, o Estado, a Igreja, a família e o capitalismo selvagem. Agora chegou a hora de vocês começarem a demolir as coisas de dentro. [...] Os Titãs é o que restou do rock, suas letras são o que restou de um país falido, um vice-país, vice-governado, vice-feliz, vice-versa."

Paulo Leminski no release distribuído à imprensa
O termo que deu título ao disco veio de uma expressão da esposa do vocalista e baixista Nando Reis, Vânia, que disse que o Brasil era "o país dos banguelas", referindo-se à pobreza que assolava o país. Na capa e na contracapa, há oito colunas de um templo grego (quatro de cada lado do encarte), e elas representam cada um dos integrantes na época. Os espaços entre elas, por suas vezes, são como espaços vazios numa arcada dentária, aludindo, assim, ao título do disco. O templo da capa dialoga também com o próprio nome da banda, que remete aos titãs da mitologia grega. As fotos das colunas foram tiradas por um tio do vocalista Branco Mello, que havia viajado para a Grécia.
As diferenças entre este álbum e Cabeça Dinossauro, segundo Arnaldo, era que este tinha "o dado eletrônico, a bateria eletrônica, a programação". O cantor se referia ao uso de batidas eletrônicas e sintetizadores, que também foram utilizados no seu trabalho seguinte, Õ Blésq Blom. "Sgt. Peppers dos Titãs" foi como o álbum foi descrito por Luciano Borges da Folha de S.Paulo. No entanto, mesmo com a mistura de música eletrônica, o álbum teve uma sonoridade pesada tal qual seu antecessor.
Embora não haja demarcação de lado um e lado dois no LP (a divisão foi feita usando as letras "J" e "T", em vez das tradicionais "A" e "B".), o disco foi caracterizado por ter dois lados com sonoridades opostas: o primeiro tem predomínio da batida funk, enquanto o outro "é mais rock." A divisão foi tão marcante que os técnicos ingleses que fizeram o corte do LP pensaram que se tratava de um álbum split.
Charles Gavin buscou adotar novas sonoridades em sua bateria para este disco, chegando a expandir seu set e a tentar viradas novas e mais elaboradas. Isso causou conflitos em estúdio, com uma bronca do produtor Liminha chegando a ser filmada por Branco e exibida no documentário sobre a banda, Titãs - A Vida até Parece uma Festa. Charles acabou ficando com um set simples do próprio estúdio e, mais tarde, ele e o produtor conversaram sobre novas possibilidades para o instrumento; sabendo que Charles fora fortemente influenciado por John Bonham (do Led Zeppelin), Liminha o ajudou a incorporar uma linha inspirada por "Black Dog" em "Lugar Nenhum".
O violão de "Desordem" foi inspirado por The Cure; a linha de baixo de "Corações e Mentes" foi refeita misturando sons eletrônicos e analógicos; um dos sons que compõem a percussão de "Diversão" foi obtido a partir de uma assadeira. Nando, Liminha e Paulo Junqueiro estavam na cozinha do estúdio quando Nando esbarrou nela e o som que ela fez ao cair encantou a eles todos, a ponto de decidirem gravá-lo para usar no disco.
Percussões improvisadas com utensílios de cozinha e outros objetos não-musicais foram usados em outras faixas do álbum, como em "Infelizmente" (com sons de uma caixa de talheres caindo no chão)), além de um sampler. O resultado final de "Diversão" envolveu tantos sons que não coube nos 24 canais do estúdio, e muitos sons tiveram que ser gravados pelo mesmo canal.
O disco foi qualificado como "difícil de entender", pois, segundo André Singer da Folha de S.Paulo, "talvez porque não seja um disco para dançar, nem só para vender e nem só protestar". Mario Cesar Carvalho, escrevendo para o mesmo jornal, notou que, diferente do disco anterior, este tratava de problemas ligados ao cotidiano, como o amor, a comida, a diversão, a desordem e a mentira. No entanto, notou os "ares de manifesto" em "Comida", declarando que o disco "é mais uma listagem poética de reivindicações urgentes".

## Recepção e legado
| Críticas profissionais | Críticas profissionais |
| Avaliações da crítica  | Avaliações da crítica  |
| Fonte                  | Avaliação              |
| ---------------------- | ---------------------- |
| Allmusic               | [ 3 ]                  |

O disco foi bem recebido pela crítica. Ele expandiu os horizontes do "claustrofóbico Cabeça Dinossauro", segundo Arthur Dapieve, que diz que a sofisticação dos arranjos e das letras não ocasionou em uma diminuição da agressividade da banda. Eduardo Rivadavia do Allmusic disse que, se tratando das críticas sociais e das estruturas não convencionais das canções, o disco superou as expectativas. Por outro lado, ele comentou que sua abrasividade calculada ficou "muito aquém" de replicar a "genialidade" do disco anterior. Devido a utilização de efeitos digitais e música eletrônica, Luciano Borges, também da Folha chamou este de "o LP nacional mais inventivo de 87." Escrevendo para o Jornal do Brasil, Luiz Carlos Mansur disse que o álbum podia ser considerado "o melhor disco produzido no Brasil em 1987".
É considerado como um dos melhores e mais importantes trabalhos dos Titãs, que estava "em seu auge criativo e de popularidade", de acordo com O Estado de S. Paulo. O mesmo jornal disse que Cabeça Dinossauro, este disco e Õ Blésq Blom "formam a melhor sequência de trabalhos da banda", enquanto a revista IstoÉ considera ele e seu antecessor "divisores de águas na carreira dos Titãs e do próprio rock nacional." Por outro lado, André Forastieri da Folha de S.Paulo considerou que o LP "pecava pela irregularidade e soava como um remake de Cabeça [Dinossauro]".
A revista Bizz o elegeu como o melhor disco de 1987, empatado com 3 Lugares Diferentes, do Fellini. Em seu livro Dias de Luta, Ricardo Alexandre revelou que a votação dos críticos da publicação foi adulterada, pois originalmente o lançamento do Fellini havia vencido com folga, mas seu baixista Thomas Pappon integrava a redação da revista, o que levantou preocupações de conflitos éticos em eleger um trabalho seu como o melhor.
O projeto vendeu mais de 250 mil cópias, popularizando diversas canções do álbum, dentre elas "Lugar Nenhum" e "Nome aos Bois". No entanto, nenhuma delas se tornou tão popular quanto a segunda faixa do disco, "Comida", que se tornou um lema bastante utilizado em protestos estudantis da década de 1980. Em 1994, o álbum foi certificado com disco de platina duplo pela Associação Brasileira de Produtores de Discos.
Em janeiro de 2011, a Polysom relançou o álbum no formato disco de vinil de 180 gramas. O trabalho também foi incluído no catálogo da banda no iTunes, em 2012, para a comemoração de 30 anos da banda. Para o mesmo propósito, o guitarrista Tony Bellotto considerou a possibilidade de relançar Jesus não Tem Dentes no País dos Banguelas, mas com a adição de material inédito.
Em um vídeo publicado em seu canal no YouTube em 2021, Nando disse que este era seu disco favorito dos Titãs, talvez empatado com Tudo ao Mesmo Tempo Agora.

## Faixas
| N.º | Título                                       | Compositor(es)                                                               | Vocais principais | Duração |  |
| 1.  | "Todo Mundo Quer Amor"                       | Arnaldo Antunes                                                              | Arnaldo Antunes   | 1:18    |  |
| 2.  | "Comida"                                     | Arnaldo Antunes, Marcelo Fromer, Sérgio Britto                               | Antunes           | 3:59    |  |
| 3.  | "O Inimigo"                                  | Branco Mello, Marcelo Fromer, Tony Bellotto                                  | Branco Mello      | 2:13    |  |
| 4.  | "Corações e Mentes"                          | Marcelo Fromer, Sérgio Britto                                                | Sérgio Britto     | 3:47    |  |
| 5.  | "Diversão"                                   | Nando Reis, Sérgio Britto                                                    | Paulo Miklos      | 5:05    |  |
| 6.  | "Infelizmente"                               | Sérgio Britto                                                                | Britto            | 1:33    |  |
| 7.  | "Jesus não Tem Dentes no País dos Banguelas" | Marcelo Fromer, Nando Reis                                                   | Nando Reis        | 2:11    |  |
| 8.  | "Mentiras"                                   | Marcelo Fromer, Sérgio Britto, Tony Bellotto                                 | Miklos            | 2:09    |  |
| 9.  | "Desordem"                                   | Charles Gavin, Marcelo Fromer, Sérgio Britto                                 | Britto            | 4:01    |  |
| 10. | "Lugar Nenhum"                               | Arnaldo Antunes, Charles Gavin, Marcelo Fromer, Sérgio Britto, Tony Bellotto | Antunes           | 2:56    |  |
| 11. | "Armas pra Lutar"                            | Arnaldo Antunes, Branco Mello, Marcelo Fromer, Tony Bellotto                 | Mello             | 2:10    |  |
| 12. | "Nome aos Bois"                              | Arnaldo Antunes, Marcelo Fromer, Nando Reis, Tony Bellotto                   | Reis              | 2:06    |  |

| Faixa bônus da edição em CD |             |                              |                   |         |  |
| N.º                         | Título      | Compositor(es)               | Vocais principais | Duração |  |
| 13.                         | "Violência" | Charles Gavin, Sérgio Britto | Miklos            | 2:48    |  |

## Ficha técnica
Banda
- Arnaldo Antunes: voz e vocal
- Branco Mello: voz e vocal
- Charles Gavin: bateria e percussão
- Marcelo Fromer: guitarra
- Nando Reis: baixo, voz e vocal
- Paulo Miklos: voz e vocal
- Sérgio Britto: teclados, voz e vocal
- Tony Bellotto: guitarra

Músico convidado
- Liminha: percussão em "Diversão", baixo, sintetizadores e guitarra em "Comida"; violão em "Desordem"

Pessoal técnico
- Produzido por Liminha
- Direção artística: Liminha
- Gravado e mixado "Nas Nuvens" (Rio de Janeiro)
- Engenheiros de gravação: Vitor Farias e Paulo Junqueiro
- Mixagem: Paulo Junqueiro e Liminha, exceto "Diversão" por Paulo Junqueiro, Vitor Farias e Liminha
- Assistentes de estúdio: Antoine Midani, Mauro Bianchi e Sérgio Chatalgnier
- Engenheiro de manutenção: Ricardo Garcia
- Assistentes de produção: Eduardo Chermont e Adriana Hudson
- Corte digital: Town House (Londres)
- Capa: Sérgio Britto
- Arte final e coordenação gráfica: Sílvia Panella